# Caravelle (timbre du Danemark)
Pour les articles homonymes, voir Caravelle.
La série Caravelle (Karaveltype en danois) est un type de timbres-poste d'usage courant émis au Danemark du 1er janvier 1927 à 1943.

## Description
Dessiné par Alex P. Jensen, le timbre représente un navire aux voiles blanches sur un fond de couleur uni. En blanc sur le côté droit figurent, de haut en bas, la valeur faciale, une couronne et la mention « POST ». En bas, sur toute la longueur, est lisible le nom du pays « DANMARK ».
Les timbres émis en 1927 sont gravés par Frederik Britze pour une impression en typographie ; ceux de 1938 sont gravés par Johannes Britze pour une impression en taille-douce.
Dans le catalogue Yvert et Tellier, cette série est dénommée « Voile blanche (fond plein) » pour la série typographiée et « Voile ombrée, fond quadrillé » pour la taille-douce.